# NGC 5166A
NGC 5166A هي مجرة تقع في كوكبة السلوقيان. وقد أضيفت لاحقًا إلى الفهرس العام الجديد.

## روابط خارجية
- NGC 5166A على موقع ويكي سكاي: DSS2, SDSS, GALEX, IRAS, Hydrogen α, X-Ray, Astrophoto, Sky Map, Articles and images